# Lyncestis grandidieri
Lyncestis grandidieri är en fjärilsart som beskrevs av Pierre E.L. Viette 1968. Lyncestis grandidieri ingår i släktet Lyncestis och familjen nattflyn. Inga underarter finns listade i Catalogue of Life.